# Hasna Benhassi
Hasna Benhassi (tiếng Ả Rập: حسنة بنحسي; sinh ngày 1 tháng 6 năm 1978) là một vận động viên chạy cự ly trung bình người Maroc đã nghỉ hưu. Cô đã tham dự Thế vận hội 2000, 2004 và 2008 và giành được hai huy chương trong sự kiện 800 m, vào năm 2004 và 2008 Tại giải vô địch thế giới, cô đã giành được huy chương vàng trên 1500 m trong nhà vào năm 2001 và huy chương bạc hơn 800 m ngoài trời vào năm 2005 và năm 2007 Năm 2004, cô được mệnh danh là Người thể thao của năm tại Maroc sau một cuộc khảo sát do Đài phát thanh Maroc thực hiện trong số 43 tổ chức báo chí.
Benhassi đã kết hôn với vận động viên chạy bộ trung bình Olympic Mouhssin Chehibi; họ có một cô con gái tên Farah.